# 송정터널
송정터널(松停터널, Songjeong Tunnel)은 부산광역시 해운대구 좌동과 해운대구 송정동을 직선으로 이어주는 터널이다.

## 구조
- 편도 3차선의 쌍굴형식(연장 0.41km)